# Miquel V (patriarca d'Alexandria)
|  | Per a altres significats, vegeu «Miquel V el Calafat». |

Miquel V o Mikha'il V (governació d'Al-Daqahliyah, ? - ?, 29 de març de 1146) fou el 71è papa d'Alexandria i patriarca de la Seu de Sant Marc de 1145 a 1146. Durant el seu papat feu dur les relíquies de sant Macari del poble de Shabsheer, al desert de Nítria, el 19 de mesori. És commemorat al sinaxari copte, el 3r dia de parmouti.